# Mount Redoubt (Washington)
Mount Redoubt ist ein Berg in den North Cascades im Whatcom County im US-Bundesstaat Washington. Der Gipfel liegt etwa 3,0 mi (4,8 km) südlich der Grenze zwischen Kanada und den Vereinigten Staaten und 16,3 mi (26,2 km) ostnordöstlich des Mount Shuksan. Er ist auf der Liste der höchsten Berge von Washington mit 8.956 ft (2.730 m) Höhe die Nummer 21; die Schartenhöhe beträgt 1.649 ft (503 m). Mt. Redoubt ist Teil der Skagit Range, einer Teilkette der North Cascades; er gehört gemeinsam mit Mount Spickard, Mount Custer, Mox Peaks und anderen zur Custer-Chilliwack-Gruppe. Redoubt, Bear und Depot Creek entwässern den Berg, welcher aus Skagit-Gneis besteht. Mount Redoubt steht auf der Liste der „Classic Eight Peaks“ in den North Cascades.
Der Berg liegt innerhalb der Stephen Mather Wilderness des North Cascades National Park, einem entlegenen Gebiet fern von jeder menschlichen Siedlung, und ist daher schwer zu erreichen. Er wurde erstmals 1930 von Jimmy Cherry und Bob Ross erstiegen. Der nächste höhere Gipfel ist Mount Spickard, (8.979 ft (2.737 m)), welcher 2,9 mi (4,7 km) ostsüdöstlich liegt. Die Schartenhöhe des Mt. Spickard ist viel größer als die des Mt. Redoubt. Der Redoubt Glacier liegt an den Osthängen des Berges, kleinere unbenannte Gletscher an seiner Nordseite.
Es gibt einen kleineren Berg 2,9 mi (4,7 km) nordwestlich des Mount Redoubt, den Nodoubt Peak, dessen Name ein Wortspiel mit dem Namen des größeren ist. Nodoubt Peak wurde von einer Gruppe Geologen benannt, die den Gipfel 1967 erstiegen.:141–144